# Theta Cephei
Theta Cephei (θ Cephei, förkortat Theta Cep, θ Cep)  är en dubbelstjärna belägen i den västra delen av stjärnbilden Cepheus. Den har en skenbar magnitud på 4,22, är synlig för blotta ögat där ljusföroreningar ej förekommer. Baserat på parallaxmätning inom Hipparcosuppdraget på ca 15,8 mas, beräknas den befinna sig på ett avstånd på ca 206 ljusår (ca 63 parsek) från solen.

## Egenskaper
Primärstjärnan Theta Cephei A är en blå till vit jättestjärna av spektralklass A7 III. Den har en radie som är ca 3 gånger större än solens och utsänder från dess fotosfär ca 28 gånger mera energi än solen vid en effektiv temperatur av ca 7 800 K.
Theta Cephei är en vit, enkelsidig spektroskopisk dubbelstjärna. Stjärnparet har en omloppsperiod på 840,6 dygn med en låg excentricitet på 0,03. Delad med Eta Cephei, har detta stjärnsystem namnet Al Kidr.